# Taketomi (Okinawa)
Taketomi (jap. 竹富町, -chō) ist eine Gemeinde im Südwesten der Präfektur Okinawa in Japan.

## Geografie
Sie umfasst die Inseln der Yaeyama-Gruppe, außer Ishigaki-jima, Yonaguni-jima, wovon zehn bewohnt sind. Als Vergleich der Bevölkerungsgröße wird zudem die Einwohnerzahl pro Insel mit Stand 1995 aufgelistet:
- Iriomote-jima (西表島; 1887 Einwohner),
- Hateruma-jima (波照間島; 595 Einwohner),
- Kohama-jima (小浜島; 486 Einwohner),
- Taketomi-jima (竹富島; 262 Einwohner),
- Kuroshima (黒島; 193 Einwohner),
- Hatoma-jima (鳩間島; 45 Einwohner),
- Doppelinsel Aragusuku-jima (新城島; 9 Einwohner),
- Yubu-shima (由布島; 9 Einwohner) und
- Sotobanari-jima (外離島; 1 Einwohner).

Das Rathaus der Gemeinde liegt in der Nachbargemeinde Ishigaki auf der gleichnamigen Insel.
Die Inseln Aragusuku, Hateruma, Hatoma, Kohama, Kuroshima und Taketomi bilden eigene Ortsteile (aza). Auf Iriomote befinden sich im Uhrzeigersinn folgende:
- Uehara (上原) im Norden,
- Takana (高那) im Nordosten,
- Komi (古見) im Osten, sowie über Yubu,
- Haeminaka (南風見仲) im Südosten an der Mündung des Nakama-gawa (仲間川) und entlang dessen Bucht,
- Haemi (南風見) im Süden,
- Iriomote (西表) im Westen, sowie über Sotobanari und Uchibanari, und
- Sakiyama (崎山) im äußersten Westen.